# Luttehøns
Luttehøns er en gammel afart af den danske landhøne, som bærer det såkaldte luttegen, som giver racen korte ben. Førhen blev luttehønen især avlet på Fyn og Samsø. Luttehøns er mere rolige og knap så flyvelystne som de almindelige danske landhøns. Den lægger hvide æg af 58 g.
Genet, som giver luttehønen de korte ben, har den ulempe, at 25 % af kyllingerne i de befrugtede æg vil dø, mens 50 % vil blive til luttehøns og de sidste 25 % vil blive til almindelige langbenede danske landhøns. Hvis man krydser en luttehøne med en almindelig dansk landhøne, vil ingen af kyllingerne dø, 50 % vil blive til luttehøns, mens resten vil blive til almindelige danske landhøns.
Hanen vejer 2,25 kg mens hønen vejer 2 kg. Racen findes også i en mindre dværgform.
Den mest berømte luttehøne er hønen, hvis ene fjer blev til 5 høns i H. C. Andersens berømte eventyr, Det er ganske vist!